# Jannat Al Ghezi
Jannat Al Ghezi (àrab: جنات الغزي, Jannāt al-Ḡazī) és una activista iraquiana pels drets humans i la subdirectora de l'Organització de la Llibertat de les Dones a l'Iraq.
Ella i la seva organització van ajudar les persones atrapades en la Guerra Civil iraquiana i van ajudar les yazidites i dones d'altres cultures a escapar de l'Estat Islàmic de l'Iraq i el Llevant (ISIL) malgrat el greu risc que comportava. També ajuden les dones iraquianes a tractar la violència masclista. Jannat va ser víctima de violència masclista per part de la seva família tribal, que creia que els havia deshonrat.
El 29 de març de 2017, va rebre de la primera dama dels Estats Units, Melania Trump, i del subsecretari d'Estat d'Afers Polítics, Thomas A. Shannon, el Premi Internacional Dona Coratge. Després del premi, va visitar altres ciutats, incloent una recepció a Minnesota amb una altra guanyadora del premi, la germana Carol.